# Chris Knowles
Chris Knowles (sinh ngày 4 tháng 2 năm 1978) là một cầu thủ bóng đá người Anh, thi đấu ở vị trí thủ môn ở Football League cho Chester City.